# Quanta Computer
Pour les articles homonymes, voir Quanta.
Quanta Computer lnc., fondé en 1988, est basé à Taïwan.
Quanta est un des leaders dans la production d'ordinateurs de bureau et portables.

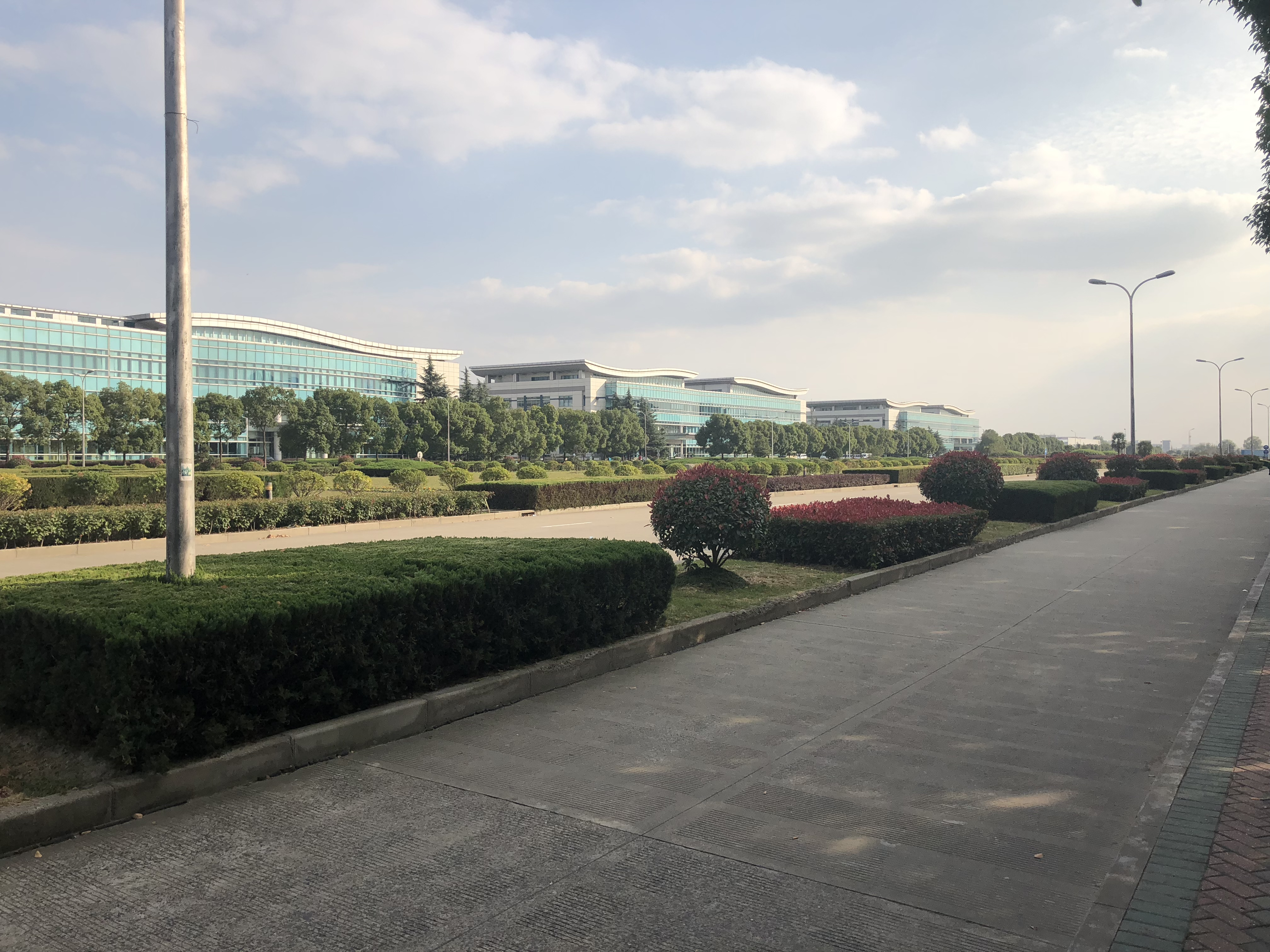
Quanta Shanghai Manufacturing City (QSMC)

Environ un tiers des portables vendus au monde seraient fabriqués par Quanta (201x,), dont une part très importante de l'activité est l'assemblage pour le compte d'autres constructeurs, dont Dell, Hewlett-Packard, Sony, Toshiba, et NEC.
Cette activité de fabrication  de cartes mères pousse Quanta à être en concurrence directe avec le taïwanais Hannstar, exerçant une activité de la même nature, pour les mêmes constructeurs connus du grand public.
La société est également présente sur les marchés de la téléphonie mobile, des télévisions LCD, des serveurs et des produits de stockage.
Le 13 décembre 2005, Quanta a été sélectionné par l'organisation One Laptop per Child pour produire le PC portable à 100 $US développé par le MIT.

## Chiffres clefs
Taux de change pratiqué le 16 décembre 2005 : 100 $NT = 2,51411€.
|                                    | 2000       | 2001        | 2002        | 2003        | 2004        |
| ---------------------------------- | ---------- | ----------- | ----------- | ----------- | ----------- |
| Chiffre d'affaires en milliers $NT | 82 764 036 | 112 313 351 | 142 244 940 | 292 288 508 | 324 450 159 |
| Chiffre d'affaires en milliers d'€ | 2 080 062  | 2 823 684   | 3 576 198   | 7 352 889   | 8 161 957   |
| Évolution en %                     |            | + 35,75 %   | + 26,65 %   | + 10,56 %   | + 11 %      |